# I Heart Hiroshima
I Heart Hiroshima ist eine Indie-Rockband aus Brisbane, Australien. Ursprünglich von Susie Patten, Matt Somers und Mel Ralph auf einer Hausparty gegründet, verließ Ralph die Band nach einigen Shows, um sich auf ihre Solokarriere zu konzentrieren. Sie wurde durch Cameron Hawes ersetzt.

## Bandgeschichte
Durch unermüdliches Touren machte sich die Band in Australien schnell einen Namen, nicht zuletzt durch Support Slots für Conor Oberst, Cat Power, Clap Your Hands Say Yeah oder auch Shonen Knife.
I Heart Hiroshima bestechen durch simplen Boy/Girl-Wechselgesang und das Zusammenspiel von Gitarren und Schlagzeug, das nicht selten an Mission Of Burma, The Go Betweens oder Life Without Buildings erinnert.
Im Sommer 2010 erscheint das zweite Album The Rip in Europa, nachdem das Debüt Tuff Teef nur in Australien und UK erhältlich war.

## Diskografie

### Alben
- 2007: Tuff Teef
- 2009: The Rip

### EPs
- 2006: Three Letter Word For Candy
- 2006: Cut In Colour
- 2007: Punks
- 2009: Shakeytown
- 2016: Spillin’ the Light
- 2017: Dreamin’ Heavy

### Singles
- 2009: Pink Frost
- 2011: Washed Up